# Magnesiolucchesiïta
La magnesiolucchesiïta és un mineral de la classe dels silicats que pertany al grup de la turmalina.

## Característiques
La magnesiolucchesiïta és un silicat de fórmula química CaMg₃Al₆(Si₆O18)(BO₃)₃(OH)₃O. Va ser aprovada com a espècie vàlida per l'Associació Mineralògica Internacional l'any 2019. Cristal·litza en el sistema trigonal. La seva duresa a l'escala de Mohs es troba entre 7 i 8.
L'exemplar que va servir per a determinar l'espècie, el que es coneix com a material tipus, es troba conservat a les col·leccions mineralògiques del Museu Canadenc de la Natura, al Quebec (Canadà), amb el número de catàleg: 87266.

## Formació i jaciments
Va ser descoberta al batòlit d'O'Grady, a l'àrea del llac O'Grady, als Territoris del Nord-oest (Canadà). També ha estat descrita a San Piero in Campo, a Campo nell'Elba, dins la província de Livorno (Toscana, Itàlia). Aquests dos indrets són els únics de tot el planeta on ha estat descrita aquesta espècie mineral.